# Geoffrey Tordoff
Geoffrey Johnson Tordoff, baron Tordoff (11 octobre 1928-22 juin 2019) est un homme d'affaires et homme politique britannique.

## Biographie
Fils de Stanley Acomb Tordoff, il fait ses études à la Manchester Grammar School et à l'Université de Manchester. Tordoff travaille pour Shell de 1950 à 1983, d'abord en tant que responsable marketing de Shell Chemicals, puis en tant que responsable des affaires publiques pour Shell UK. Entre 1986 et 1992, il est président d'honneur du British Youth Council. De 1990 à 1994, il est président du Comité pour le Moyen-Orient du Refugee Council. Il est membre de la Press Complaints Commission entre 1995 et 2002.
En tant que candidat du Parti libéral, Tordoff se présente à Northwich aux élections générales de 1964 et Knutsford aux élections générales de 1966 et aux élections générales de 1970. Le 11 mai 1981, il est créé pair à vie en tant que baron Tordoff, de Knutsford dans le comté de Cheshire et siège à la Chambre des lords comme démocrate libéral jusqu'à sa retraite le 13 octobre 2016.
Il est élu président du Parti libéral pour 1984-1985. 
En 1953, il épouse Mary Patricia Swarbrick (décédée le 11 avril 2013). Ils ont trois filles et deux fils. Il est décédé le 22 juin 2019 à l'âge de 90 ans.